# Dilshad Vadsaria
Dilshad Vadsaria (Karachi, Paquistão, 15 de Setembro de 1985) é uma atriz americana de origem paquistanesa, indiana e portuguesa, mais conhecida por sua participação na série Greek, no papel da personagem Rebecca Logan. Ela se mudou para os Estados Unidos da América quando tinha seis anos de idade.

## Filmografia

### Trabalhos na TV
| Ano       | Título        | Papel         |
| --------- | ------------- | ------------- |
| 2006      | Vanished      | Agente Nanji  |
| 2007-2011 | Greek         | Rebecca Logan |
| 2009      | NCIS          | Shakira       |
| 2010      | Bones         | Padme Dalaj   |
| 2012      | Revenge       | Padma Lahari  |
| 2016      | Second Chance | Mary Goodwin  |

### Trabalhos no cinema
| Ano  | Título                 | Papel |
| ---- | ---------------------- | ----- |
| 2006 | Rapture                |       |
| 2006 | Within the Ivory Tower | Dana  |
| 2011 | 30 Minutes or Less     | Kate  |